# 克利爾菲縣
克利爾菲縣（英語：Clearfield County）是美国宾夕法尼亚州中西部的一個縣，面積2,988平方公里。根據2020年美國人口普查，共有人口80,562人。縣治克利尔菲尔德。該縣成立於1804年3月26日，縣名的意思是「被開墾的土地」。
克利尔菲尔德县包括宾夕法尼亚州杜波依斯小城市统计区，该统计区也包含在州学院-杜波依斯联合统计区中。

## 历史
县城克利尔菲尔德
1804年3月26日，当时的宾夕法尼亚州第二任州长托马斯·麦基恩 (Thomas McKean)根据议会法案成立了克利尔菲尔德县。该县是从已经创建的亨廷顿县和莱康明县的部分地区创建的。该县的名称很可能源自克利尔菲尔德溪和萨斯奎哈纳河西支流周围山谷的许多开垦田地，这些田地由野牛群和先前美洲原住民部落的老玉米田形成。

### 县政府所在地
该县的第一个县委员会委员是罗兰科廷、詹姆斯弗莱明和詹姆斯史密斯，他们都是在 1805 年由州长麦基恩任命的。委员们做的第一件事是建立一个地方政府或新成立县的所在地。他们在一个名为Chincleclamousche的村庄找到了当时属于 Abraham Witmer 的土地，该村庄以塞内卡斯玉米种植园主部落的美洲原住民首领命名。Clearfield 成为旧村庄的新名称。

### 早期工业
该县在1800年代中期至1900年代初期的两大产业是木材和煤炭。直到1917年，木材仍在沿萨斯奎哈纳河西岸漂流。煤炭至今仍是该县的主要产业。

### 克利尔菲尔德县阴谋审判
在该县审理的案件中，没有任何案件像工会阴谋案审判那样引起如此多的评论。总共有56人，主要是Houtzdale地区的矿工，他们作为有组织的罢工者被指控阴谋。
1875年，第一起针对约翰·马洛尼 (John Maloney) 和其他53人的案件由陪审团审理，陪审团由法官奥维斯 (Orvis)主持。所有人都被判有罪，尽管他们似乎只是在和平地进行纠察。四人被判处一年徒刑，八人被判处六个月徒刑；其他人的刑期被缓期执行。由于美国每个有组织的劳工协会都对结果感兴趣，因此审判和判决的事件传遍了全国
此程序之后是对其余两名罪犯的审判，他们是工会代表约翰·西尼 ( John Siney)和辛戈·帕克斯 (Xingo Parks)。Siney 当时是全国矿工协会(MNA)的主席；他来到 Houtzdale 并发表了支持工会罢工的讲话，他因此被捕。帕克斯是 MNA 的得力组织者。威斯康星州联邦参议员马修·H·卡彭特为两人辩护。在审判中，西尼被宣告无罪。帕克斯被判犯有煽动非法集会罪，并被判处一年监禁，但在宣判后一个月内被赦免。
这些案件在明年导致宾夕法尼亚阴谋法的自由化，通过修正案规定只有“对人身或财产造成伤害的武力、威胁或威胁”才是非法的。

## 地理
根据美国人口普查局的数据，该县总面积为1,154平方英里（2,990 平方公里），其中1,145平方英里（2,970平方公里）为陆地，9.2平方英里（24平方公里）（0.8%）为水域。它是宾夕法尼亚州土地面积第三大县，总面积第四大县。西支萨斯奎哈纳河流经县城，沿途将县城一分为二。
该县多山的地形给早期定居者带来了交通困难。穿越该地区的各种美洲原住民路径和小径被定居者、入侵军队和逃亡的奴隶间歇性地使用，这些奴隶沿着地下铁路向北移动。位于该县布卢姆镇的一个主要景点被称为比尔格岩石，展示了在阿巴拉契亚山脉形成期间形成的裸露砂岩 基岩的精美例子。
克利尔菲尔德县的形状与阿肯色州惊人地相似。

### 邻近县
- 埃尔克县（北部）
- 卡梅伦县（北部）
- 克林顿县（东北）
- 中心县（东部）
- 布莱尔县（东南）
- 坎布里亚县（南部）
- 印第安纳县（西南）
- 杰斐逊县（西部）

## 人口
| 调查年 | 人口    | 备注 | %±     |
| ------ | ------- | ---- | ------ |
| 1810   | 875     |      | —      |
| 1820   | 2,342   |      | 167.7% |
| 1830   | 4,803   |      | 105.1% |
| 1840   | 7,834   |      | 63.1%  |
| 1850   | 12,586  |      | 60.7%  |
| 1860   | 18,759  |      | 49.0%  |
| 1870   | 25,741  |      | 37.2%  |
| 1880   | 43,408  |      | 68.6%  |
| 1890   | 69,565  |      | 60.3%  |
| 1900   | 80,614  |      | 15.9%  |
| 1910   | 93,768  |      | 16.3%  |
| 1920   | 103,236 |      | 10.1%  |
| 1930   | 86,727  |      | −16.0% |
| 1940   | 92,094  |      | 6.2%   |
| 1950   | 85,957  |      | −6.7%  |
| 1960   | 81,534  |      | −5.1%  |
| 1970   | 74,619  |      | −8.5%  |
| 1980   | 83,578  |      | 12.0%  |
| 1990   | 78,097  |      | −6.6%  |
| 2000   | 83,380  |      | 6.8%   |
| 2010   | 81,642  |      | −2.1%  |
| 2020   | 80,562  |      | −1.3%  |
| [ 7 ]  |         |      |        |

### 2020年人口普查
| 种族                       | 人口数 | 占比  |
| -------------------------- | ------ | ----- |
| 白人 (非拉丁裔)            | 73,338 | 91%   |
| 非裔美国人 (非拉丁裔)      | 1,760  | 2.2%  |
| 美洲原住民 (非拉丁裔)      | 78     | 0.1%  |
| 亚裔美国人 (非拉丁裔)      | 450    | 0.56% |
| 太平洋岛原住民 (非拉丁裔)  | 0      | 0%    |
| 混血/多种族身份 (非拉丁裔) | 2,299  | 2.9%  |
| 拉丁裔美国人               | 2,637  | 3.27% |